# Bathyraja simoterus
Bathyraja simoterus is een vissensoort uit de familie van de Arhynchobatidae. De wetenschappelijke naam van de soort is voor het eerst geldig gepubliceerd in 1967 door Ishiyama.